# 薛万均
薛万均（?—?），中国唐朝軍人。本敦煌人，后徙雍州咸陽（今陕西省咸陽市）。
薛世雄之子，隋朝大業末年薛世雄为涿郡太守，薛万均和弟弟薛万彻从父到幽州，和武将羅艺結交。羅艺归順唐朝，唐朝封薛万均上柱国、永安郡公。
竇建德率衆十万攻范陽，羅艺迎擊。薛万均说：“众寡不敌，今若出门，百战百败，当以计取之。可令羸兵弱马阻水背城为阵以诱之，观贼之势，必渡水交兵。万均请精骑百人伏于城侧，待其半渡击之，破贼必矣。”弱兵背城向川布陣誘敵，薛万均自率精鋭騎兵隐藏在城左。竇建德軍半渡川，薛万均以騎兵攻擊，大破竇建德大軍。翌年，竇建德率衆二十万攻幽州，兵已经登上城墙，薛万均、薛万徹率领敢死队百人出地道，背後襲擊，竇建德軍大驚潰走。李世民平定刘黑闼，召薛万均为右二護軍。唐太宗即位后，柴紹討梁師都，薛万均为副将，薛万徹也从軍。军至朔方数十里外，见突厥兵，唐軍本队後退，薛万均兄弟横擊突厥軍，擊破他们。突厥軍逃亡，唐軍包围梁師都。諸将以城堅固，不能下，薛万均说：“城中气死，鼓不能声，破亡兆也。”不久，梁師都被部下斬杀。薛万均因功績，任左屯衛将軍。
随李靖討吐谷渾，任沃沮道行軍副总管。進軍青海，薛万均、薛万徹率百騎。薛万均单骑驰突，无敢当者。归还对诸将豪言：“贼易与。”進擊得数千首級，勇冠三軍。追擊至積石山，在赤水源破吐谷渾天柱王軍，在河源、图倫磧归還，与李靖在青海合流，转任左屯衛大将軍。
后来，为侯君集副将攻擊高昌，麴智盛降，薛万均進封潞国公。有人告发他侵奪高昌婦女、財产，被魏征劝谏而赦免。唐太宗幸芙蓉园，薛万均清宫不谨、下獄，憂憤而死。太宗（李世民）驚悼其死，命陪葬唐昭陵。

## 传記資料
- 《新唐書》卷九十四 列传第十九 薛万均传
- 《旧唐書》卷六十九 列传第十九 薛万均传